# BPR Global GT Series
La BPR Global GT Series (qualche volta chiamata BPR Global GT Endurance Series o semplicemente abbreviata in BPR.) era una competizione automobilistica che tra il 1994 e il 1996 ha sostituito il Campionato Mondiale Sportprototipi o in inglese World Sportcar Championship terminato nel 1992. La serie è stata fondata da Jürgen Barth, Patrick Peter, e Stéphane Ratel (le iniziali dei loro cognomi formano l'acronimo BPR). Terminata nel 1997 quando è stata sostituita dal Campionato FIA GT.

## Storia
In seguito al termine del World Sportscar Championship nel 1992, l'anno dopo non esisteva nessuna competizione internazionale di durata per prototipi o GT, solo piccole seria nazionali o gare per vetture simili.  Patrick Peter e Stéphane Ratel della Venturi series in Francia con Jürgen Barth della Porsche series tedesca iniziano a discutere di una possibile unione delle due serie, facendo così rinascere un campionato internazionale europeo che comprenda anche il resto del mondo.
La serie è iniziata nel 1994 con otto appuntamenti e gare anche in Giappone e Cina, con corse di circa 4 ore di durata. Il parco delle case automobilistiche partecipanti inizialmente era composto da vari tipi di Porsche e Venturi, auto che provenivano da diverse serie terminate in quegli anni e con diversi regolamenti. Più tardi si aggiunsero anche vetture come Ferrari F40, Lotus Esprit, Callaway (versione elaborata della Chevrolet Corvette).
Nel 1995 la serie si espande a dodici appuntamenti e aumenta anche l'interesse con l'entrata di altre scuderie, tra le altre vengono schierate la McLaren F1 GTR, la Ferrari F40 GTE, la Jaguar XJ220, e vetture di diversa classe come la Porsche 911 GT2 e De Tomaso Pantera.
L'interesse dei costruttori per la serie aumenta ancora quando la Porsche lancia le sue 911 GT1. Proprio nel 1996, visto l'interesse mostrato dal pubblico degli appassionati per la serie, la FIA entra in gioco e crea per il 1997 un nuovo campionato, il FIA GT Championship, che venne soppresso nel 2009 e sostituito dal Campionato mondiale FIA GT1.

## Regolamento
A differenza del regolamento del Campionato mondiale sportprototipi, che vedeva lottare per il titolo vetture da corsa appositamente costruite, la serie BPR utilizzava vetture di produzione (seppur limitata) modificate in auto da corsa. I costruttori erano tenuti ad avere costruito una certa quantità di automobili liberamente acquistabili dal pubblico, per ottenere poi l'omologazione di tali veicoli nella classe in cui volevano partecipare. Inizialmente sono state istituite quattro classi (da GT1, la più importante, a GT4), prima di ridurle a due classi nel 1996 (GT1 e GT2).
Salendo di classe, sulle auto erano ammesse modifiche sempre più profonde, compreso l'uso di materiali esotici e di parti appositamente costruite. Le squadre erano tenute ad avere due piloti per auto, con ogni conducente tenuto a guidare un tempo minimo stabilito, al fine di ottenere punti. Alcune squadre, se avessero voluto, potevano usare tre piloti per vettura, anche se questa opzione è stato in gran parte utilizzata dalle squadre minori per dare ai gentlemen driver la possibilità di correre nel campionato.

## Campioni
|      | Piloti Campioni            | Team Campioni                     |
| ---- | -------------------------- | --------------------------------- |
| 1994 | Non assegnato              | Non assegnato                     |
| 1995 | Thomas Bscher John Nielsen | David Price Racing McLaren F1 GTR |
| 1996 | Ray Bellm James Weaver     | GTC Competition McLaren F1 GTR    |